# Goiatuba
Goiatuba é um município brasileiro do interior do estado de Goiás, Região Centro-Oeste do país. Pertencente à Região Geográfica Intermediária de Itumbiara e Região Geográfica Imediata de Itumbiara, sua população recenseada em 2022 pelo Instituto Brasileiro de Geografia e Estatística (IBGE) era de 35 649 habitantes. Era conhecida como São Sebastião das Bananeiras, até que um andarilho, conhecido como Manoel Espositel Gabinatti, sugeriu a alteração do nome para Goiatuba.

## História
Certamente, em busca de terras férteis e menos valorizadas é que chegariam as primeiras pessoas que iriam formar os agregados humanos iniciantes. É provável que o local tenha sido rota de bandeirantes e aventureiros.
Há provas concretas do estabelecimento de fazendeiros, na região e anterior ao ano de 1843, pois já neste mesmo ano Pedro Laclau, de descendência francesa e residente na cidade de Macaé (RJ), por meio de uma ação adjudicatória, passada na Comarca de Santa Cruz de Goiás, entrou de posse de 2.000 alqueires na localidade hoje conhecida por Ponte Lavrada então pertencente à viúva de João Vieira da Silva e Fonseca. Quanto ao povoado, é possível que ele tenha surgido antes do ano de 1870.
Num rancho de palha, no mesmo ano seria rezada a primeira missa e depois construída uma capela, onde hoje se ergueu a Matriz de São Sebastião. Casas foram sendo construídas por perto, dando o contorno definitivo ao povoado de São Sebastião das Bananeiras.

### Fundação e Povoamento
O povoamento da localidade teve início por volta de 1860 com a penetração de antigos bandeirantes vindos de São Paulo. Em 1900, o povoado foi levado a distrito, e obteve sua autonomia como município pelo decreto-lei nº 627 de 21 de janeiro de 1931. Em 1938, por força de decreto-lei estadual nº 1233, o município passou a se chamar Goiatuba.

### Emancipação
Em 1931, ainda com o nome Bananeiras, aos 21 de janeiro, o decreto estadual número 627 elevou Bananeiras à categoria de município, desmembrando-o de Morrinhos. Sete anos depois, acatada sugestão de Gabinatti, o município passou a chamar-se Goiatuba.

### A escolha do nome
Sabe-se que ele foi escolhido por um andarilho, natural de Paracatu-MG porém de descendência italiana – Manoel Gabinatti Espósito Espositel. Gabinatti não se conformava com o nome Bananeiras. Para ele, o povoado deveria ter um nome que espelhasse a dimensão futura da cidade, e Goiatuba, que segundo as versões mais aceitas significa “Goiás Grande” ou “onde Goiás é grande” era, segundo ele, a denominação aceitável. A junção do termo tupi “Gwa yá,” que quer dizer indivíduo igual, semelhante ou da mesma raça e a palavra “tuba,” quer dizer: grande, muito cheio, muita coisa. Gabinatti, sempre que aqui retornava, insistia na mudança do nome, afirmando que: “Aqui não pode mais chamar Bananeiras, tem que ser Goiatuba.” Nada traduziria melhor a cidade que o próprio e curioso significado etimológico: “Gwa yá tuba” - Muitos indivíduos da mesma raça, ou poeticamente como queria Gabinatti: “Onde Goiás é grande”.

## Geografia
O município de Goiatuba pertence a microrregião homogênea, vertente Goiana do Paranaíba, localizando-se entre o paralelo 17º 46' 48" e os meridianos 49º 10' 00" e 50º 18' 00" de longitude oeste. A sede do município localiza-se a 18º 00' 48" de latitude sul por 49º 21' 30" longitude oeste, a uma altura média de 783 metros acima do nível do mar. No município, as costas altimétricas variam de 400 a 850 metros com altura média de 475 metros acima do nível do mar.

### Limites
Limita-se ao norte com os municípios de Vicentinópolis, Joviânia, e Morrinhos; ao sul, com os municípios de Castelândia, Bom Jesus de Goiás, Itumbiara e Panamá; a leste, com Buriti Alegre e a oeste com Porteirão.

### Área
A área do município é de 247.510 hectares de pura fertilidade, contando atualmente com o Distrito de Marcianópolis e quatro aglomerados: Santo Antônio, Serrinha, Posto Alvorada e Venda Seca.

### Bairros
- Setor Bananeiras
- Setor Dergo
- Recreio dos Bandeirantes
- Jd. Santa Paula
- Serra Dourada
- São Francisco
- Vila Esperança
- Setor Alto da Serra
- Vila Betânia
- Vila Rocha
- Setor Oeste
- Buriti Park
- Vila Esplanada
- Setor Novo Horizonte
- Parque das Primavera
- Parque das Cachoeiras
- Bairro João Vicente
- Vila Garcia
- Setor Central
- Setor Casego
- Residencial Village
- Setor Bela Vista
- Setor Carola
- Jardim Iguaçu
- Setor Aeroporto
- Setor Bem-Te-Vi
- Setor Gobato
- Setor Maranata
- Setor Morada Nova
- Setor Boungaiville
- Jardim América
- Jerônimo de Barros
- Santa Mônica
- Setor Imperial I
- Setor Imperial II

### Geologia
A geologia do município é formada por estruturas do pré camberiano representado pelo complexo Goiano. A Formação Serra Geral cobre a maior parte do município, e estas rochas quando alteadas, formam um solo argiloso e avermelhado típico de muito na agricultura.
O padrão de drenagem do município é do tipo retangular quase sempre controlado por fraturas e falhas, aparecendo nos rios e córregos inúmeras corredeiras, destacando-se os rios dos bois e meia-ponte; os ribeirões Santa Bárbara, São Domingos, Bom Sucesso, Santa Maria e outros. O relevo é caracterizado por todo o plano ou por ser medianamente dissecado em formas conexas associadas às formas tubulares e amplas, com drenagem pouco entalhada e solo argilosos.
Os aluviões holocêntricos, formação recentes que margeiam o rio dos bois no extremo oeste do município são constituídos de cascalho, areia, siletes e argila. O escoamento é superficial concentrado em áreas de substituição da cobertura vegetal primitiva por pastos, submetidos à prática de queimadas e ao pisoteio intenso favorece a retirada de nutrientes do solo que escoa pela superfície, promovendo seu esgotamento. À margem do rio dos Bois, o relevo apresenta-se plano, sujeito a inundações periódicas devido às dificuldades de escoamento de águas pluviais.
Predomina-se nessa região o latossolo roxo distrófico e eutrófico. Uns são solos profundos e outros muito profundos, acentuadamente drenados, friáveis e muito porosos e permeáveis, altamente propício as desenvolvimento de raízes; são encontrados em relevos planos e suavemente ondulados. A correção da deficiência nutritiva, com aplicação de adubos, torna estes solos amplamente favoráveis ao uso intensivo agropecuário.

### Demografia
Segundo o censo demográfico divulgado pelo IBGE em 2022, a população do município é estimada em 35.649 habitantes destes cerca de 84% vivendo na área urbana e 16% vivendo em área rural. A densidade populacional é estimada em 14,38 habitantes por km². O gráfico a seguir mostra o crescimento populacional da cidade de Goiatuba.

### Distâncias rodoviárias
Goiatuba, situada no Sul do estado de Goiás, possui uma localização privilegiada, encontrando-se próxima a grandes centros urbanos como Goiânia, Brasília e Uberlândia e estando no eixo Brasília-São Paulo, um dos mais movimentados do país.
A distância entre a sede do município e a capital estadual, Goiânia, são de aproximadamente 172 quilômetros. Ao sul do município, a cidade mais próxima é Panamá, distante cerca de 16 quilômetros, e Itumbiara, distando desta 50 quilômetros. Ao norte do município, a cidade mais próxima é Aloândia com 40, seguida de Morrinhos com 50 e Joviânia com 50 quilômetros de distância. Ao leste, o município mais próximo é Bom Jesus de Goiás, com aproximadamente 50 quilômetros de distância. Ao oeste, a cidade mais próxima é Buriti Alegre com 50 quilômetros de distância. Outros municípios notáveis próximos à Goiatuba são Rio Verde (distante 205 quilômetros) e Caldas Novas (distante 115 quilômetros).
Entre as capitais e outros centros urbanos notáveis do Centro-Oeste e Sudeste brasileiro, destacam-se Brasília, distante 350 quilômetros do município; São Paulo, distante 780 quilômetros; Belo Horizonte, distante 750 quilômetros; Campo Grande, distando desta cerca de 1025 quilômetros; e Rio de Janeiro, com uma distância aproximada de 1 150 quilômetros.
A distância entre o município e Curitiba e Porto Alegre, as duas principais capitais do Sul do Brasil, é de 1 100 quilômetros e 1 850 quilômetros, respectivamente. Apresenta uma distância de 1 950 quilômetros de Salvador, 2 260 quilômetros de Maceió e 1 850 quilômetros de Aracaju, as três capitais nordestinas mais próximas. Entre as capitais do Norte, Goiatuba apresenta uma distância de 2 150 quilômetros de Belém e 2 584 quilômetros de Manaus.
- Goiânia - 172 km
- Brasília - 360 km
- Uberlândia - 210 km
- Anápolis - 215 km
- Panamá - 16 km
- Itumbiara - 50 km
- Caldas Novas - 115 km
- Uberaba - 315 km
- Morrinhos - 50 km
- Londrina - 950 km
- Bom Jesus de Goiás - 50 km
- Vicentinópolis - 80 km
- Rio Verde - 205 km

Outras cidades:
- São Paulo - 780 km
- Rio de Janeiro - 1 150 km
- Belo Horizonte - 750 km
- Campo Grande - 1 025 km
- Curitiba - 1 100 km
- Porto Alegre - 1 850 km
- Maceió - 2 260  km
- Salvador -  1 950 km
- Aracaju - 1 850 km
- Belém - 2 150 km
- Manaus - 2 584 km

### População
Fonte: A porcentagem foi baseada na Tabela 2 - Distribuição percentual da população residente, por grupos de idade e Sexo. (Goiás-2000-IBGE).
Segundo dados do(a) Secretaria Municipal de Assistência Social aproximadamente 149 famílias(aproximadamente 543 pessoas), vivem em situação de pobreza, o que significa 1.7%.
OBS: O indicador de pobreza utilizado refere-se aos dados existentes de visitas da assistência e controle da secretaria municipal de Assistência Social, famílias com muitos idosos, doentes, sem empregos, e que todo mês buscam auxílio na secretaria, as casas são geralmente com poucos cômodos, insuficientes para a demanda, e as instalações sanitárias são precárias.

### Clima e temperatura
O clima do município é tipicamente tropical quente e úmido, apresentando nitidamente as estações secas e chuvosas. Altas altitudes não provocam modificações marcantes nas médias térmicas. Outubro é o mês quente, com temperaturas médias de 30 °C; junho geralmente é o mês mais frio, apresentando uma temperatura média de 20 °C. As máximas absolutas dificilmente ultrapassam 37 °C, isso nos meses mais quentes (setembro, outubro, novembro). Já no inverno, o que caracteriza é uma temperatura amena, apesar de estar sujeito às temperaturas baixas.
Os meses de novembro a março são responsáveis por 85% da precipitação anual.

## Economia
A agroindústria é importante para o desenvolvimento da cidade. No Comércio Goiatuba não há grandes fluxos de comércio como nas grandes cidades, a maioria de suas lojas e empresas são situadas no centro da cidade representado pela Avenida Pres. Vargas, porém há outros lugares onde se encontrar opções de comércio como por exemplo a Av. Minas Gerais e Av. Clóvis Rodrigo do Vale.

### Bancos
Atualmente, a cidade conta com agências da Caixa Econômica Federal, Bradesco, Santander, Banco do Brasil, Itaú e Sicoob.

### Serviços
Internet: Atualmente, a cidade de Goiatuba dispõe de 3 provedores de acesso a Internet via rádio; além de cobertura 4G de todas as opeadoras.
Telefonia: A cidade é coberta pela Oi, tanto na telefonia fixa como na telefonia móvel. Outras operadoras também atuam na cidade como a TIM, a CLARO e a VIVO. Todas com excelente sinal. Na cidade existem torres de transmissão de todas as operadoras.

## Sinal aberto de televisão
| Canal   | Emissora                             | Afiliação         |
| ------- | ------------------------------------ | ----------------- |
| 19.1 33 | TV Anhanguera HD TV Anhanguera       | Rede Globo        |
| 25.1 46 | TBC HD TBC                           | TV Cultura        |
| 28.1 23 | TV Record Goiás HD TV Record Goiás   | RecordTV          |
| 38.1 39 | TV Serra Dourada TV Serra Dourada HD | SBT               |
| 47      | TV Goiânia                           | Rede Bandeirantes |

## Lazer
Goiatuba dispõe de uma área coberta - CEMAL (Centro Municipal de Abastecimento e Lazer) - destinada a realização de eventos municipais e para o lazer da população. A administração do local é feita pela própria prefeitura. Nas noites dos sábados, o espaço funciona como área de alimentação com barracas de pastéis e salgados. Aos domingos, o espaço é todo reservado para os feirantes da região. O espaço também é usado em promoções, feiras, shows artísticos, eventos políticos, reuniões ecumênicas, entre outras atividades socioculturais. O espaço é mais conhecido como "Feira Coberta".
Goiatuba também se dispõe do Parque dos Buritys, uma área de lazer contando um lago, um mini parque e uma pista de cooper e bicicleta.
Em julho, há a tradicional Exposição Agropecuária, a maior do Sul de Goiás e uma das mais tradicionais do Estado, que atrai mais de 100 mil visitantes durante a festa.

## Esporte
Os times da cidade são Goiatuba Esporte Clube, conhecido como "Azulão do sul", sendo uma vez campeão goiano, no ano de 1992 e a Associação Atlética Goiatuba, campeã da 3ª Divisão em 2010.

## Goiatubenses conhecidos
- Sonny Anderson - ex-futebolista